# Судзуки, Дайсукэ (футболист)
Дайсукэ Судзуки (яп. 鈴木 大輔 Судзуки Дайсукэ, род. 29 января 1990 года, Токио) — японский футболист, защитник клуба «Урава Ред Даймондс».

## Карьера
На протяжении своей футбольной карьеры выступал за клубы «Альбирекс Ниигата», «Касива Рейсол».

## Национальная сборная
С 2013 по 2014 год сыграл за национальную сборную Японии 2 матча.

## Статистика за сборную
| Сборная Японии | Сборная Японии | Сборная Японии |
| Год            | Матчи          | Голы           |
| -------------- | -------------- | -------------- |
| 2013           | 1              | 0              |
| 2014           | 1              | 0              |
| Итого          | 2              | 0              |

## Достижения

### Командные
- Кубок Джей-лиги; 2013